# أوقستو راميريز أوكامبو
أوقستو راميريز أوكامبو هو محامي واقتصادي ودبلوماسي وسياسي كولومبي، ولد في 21 سبتمبر 1934 في بوغوتا في كولومبيا، وتوفي بنفس المكان في 14 يونيو 2011. نشط حزبياً في حزب المحافظين الكولومبي. وقد انتخب وزير خارجية كولومبيا ‏.